# Təzəkənd (Salyan)
Təzəkənd è un comune dell'Azerbaigian situato nel distretto di Salyan. Conta una popolazione di 2 965 abitanti.